# 六枝河
六枝河，下游又称白水河，位于中国贵州省西南部，是打邦河右岸支流，发源于六盘水市六枝特区平寨镇六枝村，东南流经六枝城区，平寨镇河湾村、五龙村，落别布依族彝族乡长寨村、长湾村，之后沿着关岭和镇宁两县边界东南流，经黄果树瀑布，最后于镇宁县黄果树镇石汪寨南注入打邦河。河长57千米，流域面积739平方千米。